# إدوارد دبليو. موسر
إدوارد دبليو. موسر (بالإنجليزية: Edward W. Moser)‏ هو لغوي ومترجم أمريكي، ولد في 1924، وتوفي في 1976.